# Pierre Benoit (dominicain)
Pour les articles homonymes, voir Pierre Benoit (homonymie) et Benoit.
Pierre Benoit, né Maurice Benoit le 3 août 1906 et mort le 23 avril 1987, est un prêtre dominicain français, bibliste et théologien. Il fut directeur de l'École biblique de Jérusalem de 1964 à 1972.

## Biographie
Dominicain, Pierre Benoit enseigne le Nouveau Testament à l'École biblique et archéologique française de Jérusalem à partir de 1934, et dirige l'École de 1964 à 1972. Président de la Studiorum Novi Testamenti Societas en 1962 et peritus au concile Vatican II, il fut également membre de la Commission biblique pontificale.
Ses travaux sont principalement des traductions de textes bibliques écrits en grec, et la coordination de l'entreprise de traduction de la Bible de Jérusalem, dans laquelle il est l'auteur de la traduction de l'Évangile selon Matthieu, ainsi que des traductions des lettres de Paul adressées aux Philippiens, à Philémon, aux Colossiens, aux Éphésiens.
Pierre Benoit est aussi l'auteur de quatre volumes intitulés Exégèse et théologie, parus entre 1961 et 1982 aux éditions du Cerf.

## Publications
- La Sainte Bible trad. dir. par l'École biblique de Jérusalem, le Club français du livre, Paris, 1955-1956, 3 vol.
- La Bible de Jérusalem : la sainte Bible traduite en français sous la direction de l'École biblique de Jérusalem, Nouv. éd. rev. et augm., Éditions du Cerf, Paris, 1973, 1844-[8] p.
- La Bible de Jérusalem trad. sous la dir. de l'École biblique de Jérusalem, Nouv. éd. revue et corr., Éditions du Cerf, Paris, 1998, 2195 p.-[8] p. de cartes en noir et en coul.  (ISBN 2-204-06027-5)
- Pierre Benoit, Exégèse et théologie 1., Éditions du Cerf, Paris, 1961.
- Pierre Benoit, Exégèse et théologie 2., Éditions du Cerf, Paris, 1961.
- Pierre Benoit, Exégèse et théologie 3., Éditions du Cerf, Paris, 1968.
- Pierre Benoit, Exégèse et théologie 4., Éditions du Cerf, Paris, 1982.  (ISBN 2-204-01813-9)
- Pierre Benoit, Nouvelle note sur les fragments grecs de la grotte 7 de Qumran in Revue Biblique, 80 : 1 ([31/01/1973]) . {https://www.sudoc.fr/109206843}

## Famille

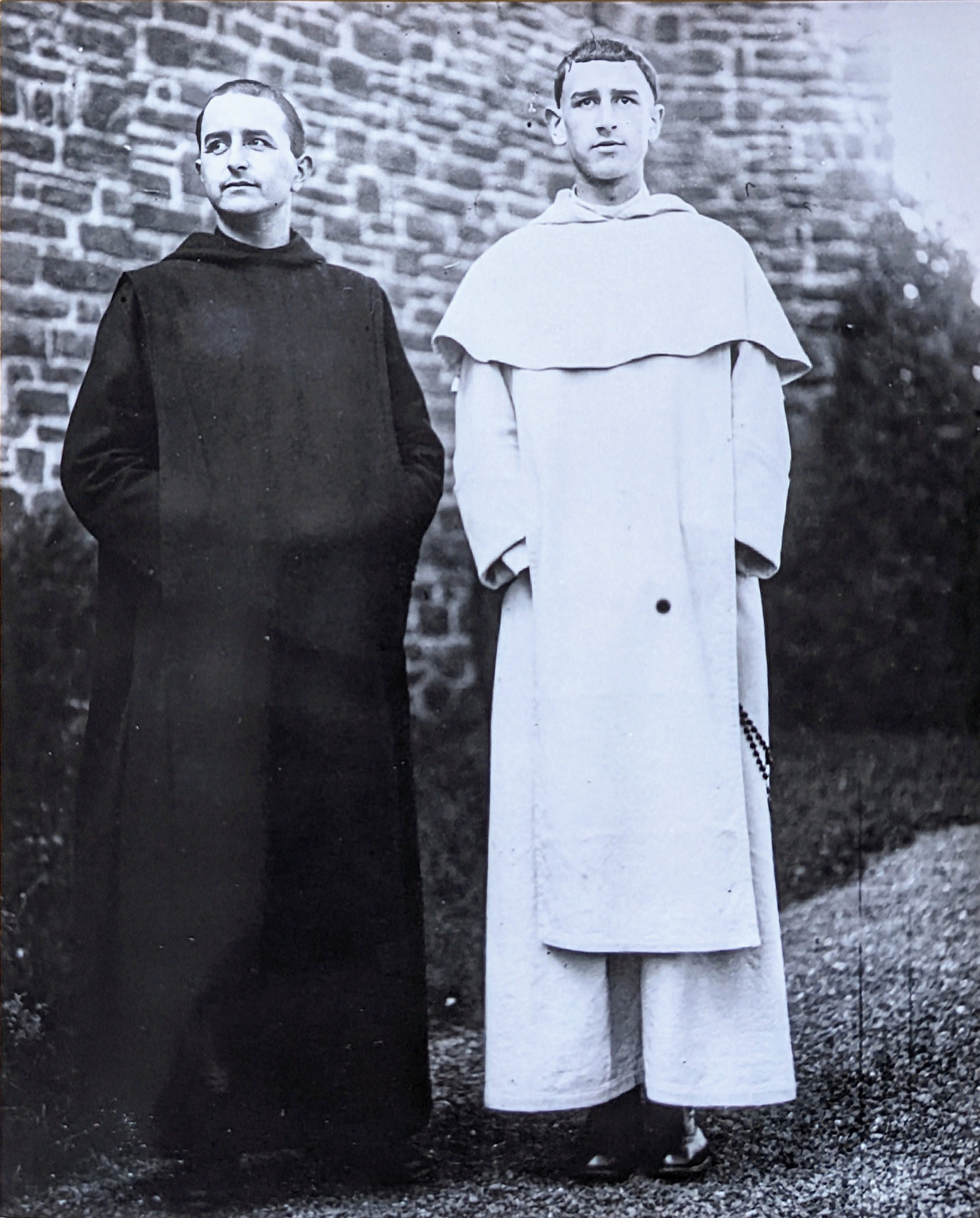
Paul BENOIT OSB et Maurice dit Pierre BENOIT OP

Maurice est le benjamin d'une fratrie de six garçons. L'ainé des frères est Paul Benoit (compositeur). 